# Pancrácio (homem ilustre)
Pancrácio (em latim: Pancratius) foi um oficial bizantino do século VI, ativo sob o imperador Justiniano (r. 527–565). Em fevereiro ou março de 559, como homem ilustre (vir illustris) na Itália, recebeu uma carta do papa Pelágio I (r. 556–561) endereçada a ele e ao oficial Viador. Nela, Pelágio questiona se deveria fazer comunhão com cismáticos e alude a certo bispo Paulo, talvez aquele da cidade de Fórum Semprônio, e sua atitude perante o pontífice.